# Літописознавство
Літописознавство - історико-філологічна дисципліна (розділ джерелознавства), що вивчає літописи 11-17 століття. 
Вивчати літописи як історичні джерела почав В. Татищев у 18 столітті. Його продовжувачами стали М. Ломоносов, М. Щербатов, І. Болтін.
В.Татищев закликав до систематичного вивчення Л. Він поставив завдання зібрати максимально можливу кількість літописних списків і пропонував розділити їх на «генеральні» (описи історії всієї Русі) і «топографічні» (історії окремих земель — Новгородської, Псковської, Сибіру тощо). Надалі він ділив списки за ступенем достовірності. Чим старішим був список, тим більшої довіри, на думку В.Татищева, мав заслуговувати той Л., в якому цей список зберігся. Учений вважав, що створення Л. за своєю суттю є разовим актом. Кожен подальший літописець після створювача Л. лише продовжував виклад з того моменту, на якому зупинився його попередник. Вставки або пропуски в тексті В.Татищев пов’язував або з «нерозсудливістю» пізніших переписувачів, або зі злою волею деяких з них. Такий підхід орієнтував дослідників на пошук повного та справного тексту того чи ін. Л. 
Першу спробу відновити первісний текст найдавнішого рус. літопису («очищеного Нестора») здійснив А.-Л.Шльоцер. При цьому він спирався на методи критики тексту Біблії (див. Біблія). Звівши в єдиний текст фрагменти різних списків, що з погляду «здорового глузду» здавалися первісними або могли бути такими за свідченнями ін. джерел, він одержав «уявний» Л., який, можливо, був «достовірним», однак ніколи не існував у дійсності. Ідучи за його методикою, історики 2-ї пол. 18 ст. намагалися осмислити зміст відновленого таким чином тексту, а потім встановити його достовірність. Цю методику критикували Й.-Ф.Еверс та А.Попов. Й.-Ф.Еверс уперше висловив припущення, що при відновленні найдавнішого тексту слід використовувати всі списки літопису, що збереглися, у т. ч. й пізніші компіляції, в яких могли відобразитися ранні етапи розвитку тексту. Він дійшов висновку щодо необхідності критичного порівняння списків, які, можливо, представляли паралельні літописні традиції Давньої Русі. 
Багато літописних текстів увів у наук. обіг М.Карамзін. Він пропонував групувати літописи за подібними між собою їхніми списками й вивчати отримані в результаті цієї процедури редакції. 
Подальший крок у вивченні Л. зробили М.Каченовський і його послідовники — учені скептичної школи, що з’явилася в 1820-х — на поч. 1830-х рр. Методику А.-Л.Шльоцера і його послідовників вони назвали «нижчою» критикою. Висновок «скептиків» про те, що рус. літописання зародилося лише в 14 ст., та їхній підхід до вивчення східнослов’ян. літописів зустріли рішучі заперечення з боку деяких істориків 1-ї пол. 19 ст. Вони внесли у вивчення Л. багато нового. Так, П.Строєв зробив важливий висновок про те, що літописи, які збереглися в рукописних списках, не є авторськими працями у власному розумінні цього слова, а «зведеннями», збірками, компіляціями, що «складалися» з найрізноманітнішого матеріалу попередніх пам’яток. Він же звернув увагу на множинність літописної традиції і зробив з цієї тези висновок про одночасне укладання Л. у різних центрах. Ці ідеї розроблялися в серед. і 2-й пол. 19 ст. 
І.Беляєв запропонував першу класифікацію східнослов’ян. літописів (держ., сімейно-родові або фамільні, монастирсько-церк. і літературні). Важливі думки про прийоми укладання давньорус. літописів висловив І.Срезневський, він же розвинув ідею про оригінальність східнослов’ян. літописів. К.Бестужев-Рюмін розробив питання про розшарування, розкладання літописних текстів на складові частини. 
Набутий досвід вивчення літописів створив у кінці 19 ст. можливість розробити нову методику вивчення літописних текстів. О.Шахматов ретельно дослідив величезний рукописний фонд східнослов’ян. літописів з найдавніших часів до 17 ст. й розробив схему давньорус. літописання, сформулював основи порівняльно-істор. методу дослідження літописних текстів. Обстежуючи пізні літописні зведення 14—16 ст., він використав метод комплексного вивчення всіх відомих йому списків, їх порівняльно-текстологічного зіставлення, внутр., логічно-смислового аналізу, з’ясовував їх складну будову, взаємовідношення між собою, їхні джерела, насамперед попередні літописні зведення, покладені в основу пізніших.